# Jean Biondi

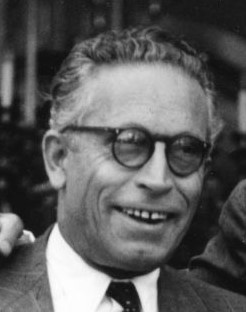
Jean Biondi 1948

Jean Biondi (* 9. Mai 1900 in Sari-d’Orcino; † 10. November 1950 in Groslay) war ein französischer sozialistischer Politiker der Dritten und Vierten Republik und ein Résistance-Kämpfer. Er war in mehreren deutschen Konzentrationslagern inhaftiert.

## Leben
Jean Biondi besuchte die Sekundarschule in Ajaccio. Danach studierte er in Paris. Er erwarb einen Master of Science (License ès sciences) und unterrichtete am Lycée Condorcet.
1925 trat er der Section française de l’Internationale ouvrière (SFIO) in Paris bei und wurde fünf Jahre später Mitglied im Bezirk Oise. Er wurde einer der wichtigsten Redakteure der sozialistischen Lokalzeitung Cri populaire de l’Oise. Er gehörte dem gemäßigten Flügel der Partei an.
1934 wurde er zum Generalrat von Neuilly-en-Thelle und 1935 zum Bürgermeister von Creil gewählt. Im Februar 1936 wurde er bei einer Nachwahl Abgeordneter und bei den Parlamentswahlen im Juni, aus denen die Volksfront als Sieger hervorging, wiedergewählt. 1937 wurde er Mitglied des Redaktionsausschusses der Zeitung Le Populaire.
Im Juli 1940 stimmte er als einer der Quatre-vingts (achtzig) gegen die erweiterten Vollmachten für Marschall Philippe Pétain. Das Vichy-Regime entzog ihm seine kommunalen Ämter. Insbesondere wurde ihm im April 1941 das Bürgermeisteramt wegen „Feindseligkeit gegenüber dem Werk des nationalen Wiederaufbaus“ entzogen. Im selben Jahr trat Biondi dem Comité d’action socialiste bei und beteiligte sich am Untergrundkampf. 1942 wurde er verhaftet und später freigelassen. Er schloss sich dem Brutus-Netzwerk an und wurde dessen regionaler Leiter. Er wurde ein zweites Mal verhaftet, in Fresnes inhaftiert und dann nach Compiègne gebracht. Er wurde gefoltert und deportiert, zuerst nach Mauthausen, dann nach Ebensee, wo er am 6. Mai 1945 befreit wurde.
1945 kehrte er als Delegierter der Assemblée consultative provisoire (Provisorische Beratende Versammlung) nach Frankreich zurück und nahm sofort seine politische Tätigkeit wieder auf. Er nahm seine Ämter als Bürgermeister von Creil (1945) und als Präsident des Generalrats des Départements Oise wieder auf, wurde politischer Direktor der SFIO des Departements Oise und Mitglied des Exekutivausschusses der SFIO.
Er wurde 1945 und 1946 wiedergewählt und war Unterstaatssekretär für Inneres in der letzten provisorischen Regierung von Léon Blum (Dezember 1946 bis Januar 1947). Von 1946 bis 1947 war er Sous-secrétaire d’État im Innenministerium; in der Folge nahm er bis 1950 das gleichbedeutende Amt eines Secrétaire d’État für den öffentlichen Dienst und die Verwaltungsreform ein.
Biondi starb 1950 bei einem Verkehrsunfall.

## Ehrungen
- Médaille de la Résistance mit Rosette
- Croix de guerre 1939–1945
- Ritter der Ehrenlegion